# Мессіна (метрополійне місто)
Метрополійне місто Мессіна (італ. Città metropolitana di Messina) – адміністративно-територіальна одиниця у регіоні Сицилія, Італія. Одне з трьох метрополійних міст Сицилії, що були створені регіональним законом 4 серпня 2015 року. З 7 серпня 2015 року замінює провінцію Мессіна.